# Eastern Plays
Eastern Plays (en búlgaro, Източни пиеси, transliterado como: Iztochni piesi) es una película dramática búlgara de 2009 siendo este su debut como director de un largometraje del joven director búlgaro Kamen Kalev, graduado de La Fémis, Eastern Plays cuenta con Hristo Hristov, Ovanes Torosyan, Saadet Aksoy y Nikolina Yancheva. La película debutó en la Quincena de Realizadores del Festival de Cine de Cannes de 2009, aunque las proyecciones regulares en Bulgaria comenzaron el 16 de octubre de 2009.

## Sinopsis
Eastern Plays es la historia de dos hermanos alienados, Hristo o Itso (Hristo Hristov), un artista tallador de madera que lucha con su adicción a la metadona, y Georgi (Ovanes Torosyan), un estudiante de secundaria que es arrastrado a una pandilla neonazi. El punto central de la película es un ataque por motivos étnicos de la banda neonazi de Georgi contra una familia turca de Estambul, que pasa la noche en Sofía de camino a Alemania. Si bien Georgi participa inicialmente en la golpiza, se asusta y huye. Itso, había visto a la familia en un restaurante mientras cenaba con su ahora exnovia Niki (Nikolina Yancheva), termina interviniendo y salvando a la familia, incluida la hermosa hija Işıl (Saadet Işıl Aksoy). En sus sentimientos en desarrollo por Işıl, Itso ve la esperanza de un cambio positivo en su destino, mientras que las acciones de Georgi y la ayuda de su hermano lo hacen cuestionar su filosofía y reconsiderar su perspectiva de la vida.

## Producción
Además de guionista y director, Kamen Kalev coprodujo la película junto con Stefan Pirjov a través de su compañía de producción asociada Waterfront Film. Otras productoras cinematográficas que coprodujeron las películas fueron 'Chimney Pot', la sueca 'Film i Väst' y 'Art Eternal' (Bulgaria).
Una gran parte del elenco de Eastern Plays no eran profesionales, incluido el protagonista masculino debutante Hristo Hristov, que se interpreta a sí mismo en la película y que murió de una sobredosis de drogas hacia el final de la filmación. El apartamento real de Hristov se muestra en la película, al igual que sus dibujos y el taller de tallado en madera en el que trabaja. Nikolina Yancheva, actriz de la clase de Stefan Danailov en la Academia Nacional de Teatro y Artes Cinematográficas Krastyo Sarafov, también se interpreta a sí misma en la película. La actriz turca Saadet Işıl Aksoy presta su nombre a su personaje en Eastern Plays.
'Eastern Plays' se filmó principalmente en la capital búlgara, Sofía, con algunas escenas en Estambul, la ciudad más grande de Turquía. La posproducción de la película se realizó en una computadora portátil debido al presupuesto muy restringido.
La banda sonora de Eastern Plays contiene dos canciones de la banda musical de vanguardia Nasekomix, así como música original compuesta por Jean-Paul Wall.
El estreno mundial de Eastern plays tuvo lugar durante el Festival de Cine de Cannes de 2009 el 17 de mayo de 2009 en el Théâtre Croisette. La película tuvo su estreno teatral el 6 de octubre de 2009 en Burgas, seguida de eventos de estreno en Sofía el 16 de octubre de 2009 y París en 2010. Fue el primer largometraje búlgaro seleccionado para la selección oficial del Festival de Cannes desde 1990. Aunque No se distinguió en Cannes, las películas recibieron muchos premios de festivales de cine internacionales, convirtiéndose en una de las películas búlgaras más premiadas.

## Premios
La película fue seleccionada como la entrada búlgara a la Mejor Película en Lengua Extranjera en la 83.ª edición de los Premios de la Academia, pero no llegó a la lista final.
La película se ha proyectado en varios festivales de cine:
- Festival Internacional de Cine de Tokio 2009[10][11]
  - Tokyo Sakura Grand Prix (Premio a la mejor película)
  - Premio al mejor director (Kamen Kalev)
  - Premio al mejor actor (Hristo Hristov, póstumamente)
- Festival de Cine de Sarajevo 2009[12]
  - CICAE Premio
- Festival Internacional de Cine de Antalya 2009[13]
  - Premio del jurado juvenil
- VFestival Internacional de Cine de Varsovia 2009[14]
  - 1-2 Premio Competición (concurso para el primer y segundo largometraje de los directores)
- Festival Internacional de Cine de Bratislava 2009[15]
  - Mejor actor (Hristo Hristov, empatado con Harold Torres por 'Norteado')
  - Mejor director (Kamen Kalev)
  - Premio del Jurado Ecuménico (Kamen Kalev)
- Lisbon & Estoril Film Festival 2009[16]
  - Premio especial del jurado - João Bénard da Costa (empatado con 'La niña')
- Festival de Cine de Trieste - Alpe Adria Cine 2010[17]
  - Premio CEI
- Primer Festival de Cine Europeo de Angers 2010[18]
  - Grand prix du jury long metrage Europeen (Ex-aequo) (empatado con 'La Pivellina')
- Festival Internacional de Cine del Amor de Mons 2010[19]
  - Le Prix du Public – Prix Be TV
- Festival Internacional de Cine de Sofía 2010[20]
  - El premio Kodak al mejor largometraje búlgaro
- Festival Internacional de Cine de las Palmas de Gran Canaria 2010[21]
  - Mejor debut como director (Kamen Kalev)